# Hökesjön, Västergötland
Hökesjön är en sjö i Habo kommun i Västergötland och ingår i Motala ströms huvudavrinningsområde. Sjön har en area på 0,572 kvadratkilometer och ligger 227 meter över havet. Sjön avvattnas av vattendraget Hökesån. Vid provfiske har bland annat abborre, braxen, gers och gädda fångats i sjön.

## Delavrinningsområde
Hökesjön ingår i det delavrinningsområde (641894-139347) som SMHI kallar för Mynnar i Hökesån. Avrinningsområdets medelhöjd är 246 meter över havet och ytan är 12,96 kvadratkilometer. Det finns inga delavrinningsområden uppströms utan avrinningsområdet är högsta punkten. Hökesån som avvattnar avrinningsområdet har biflödesordning 3, vilket innebär att vattnet flödar genom totalt 3 vattendrag innan det når havet efter 215 kilometer. Delavrinningsområdet består mestadels av skog (60 procent), jordbruk (13 procent) och sankmarker (11 procent). Avrinningsområdet har 0,57 kvadratkilometer vattenytor vilket ger det en sjöprocent på 4,4 procent.

## Fisk
Vid provfiske har följande fisk fångats i sjön:
- Abborre
- Braxen
- Gärs
- Gädda
- Mört